# Chauncey Leopardi
Chauncey Leopardi (14 giugno 1981) è un attore statunitense.

## Carriera
Ha iniziato la sua carriera di attore alla giovane età di 5 anni ed è conosciuto soprattutto per aver interpretato il ruolo di Michael "Squints" Palledorous nel film I ragazzi vincenti all'età di 11 anni. È comparso anche in alcuni spot pubblicitari negli Stati Uniti.

## Filmografia parziale

### Cinema
- Il padre della sposa (Father of the Bride), regia di Charles Shyer (1991)
- I ragazzi vincenti (The Sandlot), regia di David M. Evans (1993)
- Huck and the King of Hearts, regia di Michael Keusch (1994)
- Safe, regia di Todd Haynes (1995)
- Scappa e vinci (Houseguest), regia di Randall Miller (1995)
- Casper, regia di Brad Silberling (1995)
- Una squadra di classe (The Big Green), regia di Holly Goldberg Sloan (1995)
- Sticks and Stones, regia di Neil Tolkin (1996)
- Safe Sex (Trojan War), regia di George Huang (1997)
- The Opposite of Sex - L'esatto contrario del sesso (The Opposite of Sex), regia di Don Roos (1998)
- Permanent Midnight, regia di David Veloz (1998)
- Boys Klub, regia di Lee Librado (2001)
- The Sandlot: Heading Home, regia di William Dear (2007)
- Coldwater, regia di Vincent Grashaw (2013)

## Doppiatori italiani
Nelle versioni in italiano delle opere in cui ha recitato, Chauncey Leopardi è stato doppiato da:
- Corrado Conforti in CSI - Scena del crimine[1]